# Абсарока
Абсарока (англ. Absaroka Range) — это горный хребет в Скалистых горах США. Тянется от юга Монтаны через национальный парк Йеллоустон на северо-запад Вайоминга, пересекая Галлатин, Шошон и Кастер (национальный лес). Длина хребта 312 км, высочайшая точка — пик Фрэнкс (4009 м).
- Изображения горного хребта Абсарока
- Западная часть Абсарока
- Северо-запад горного хребта Абсарока, если смотреть с 4600 м из Ливингстона (штат Монтана)
- Гора Барронетт-Пик (3183 м)